# Gilbert Martina

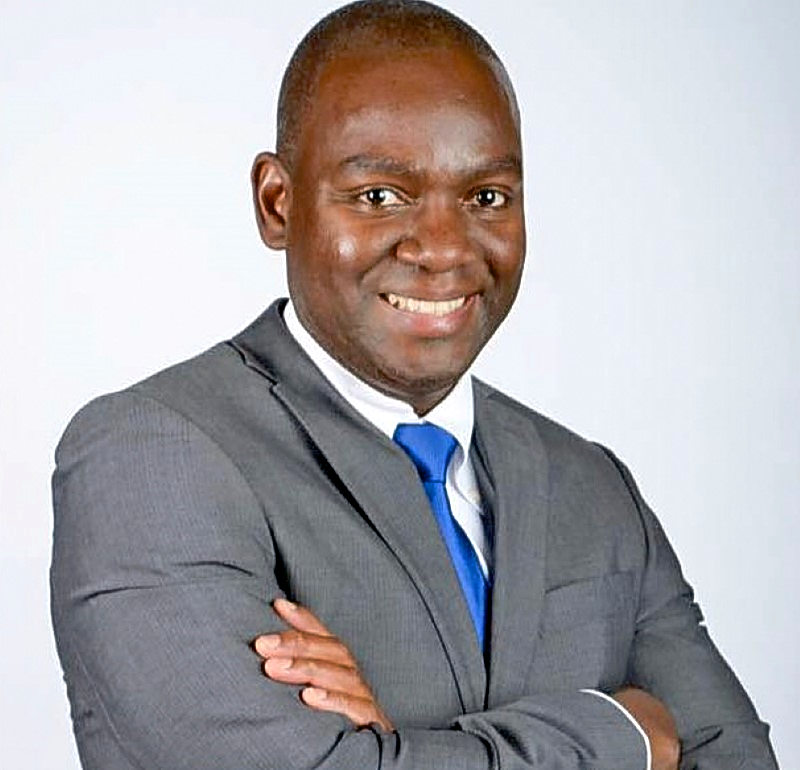

Gilbert Martina (Curaçao, 1971) is een zakenman.

## Biografie
Gilbert Martina is voormalig directeur van Bonaire fish farm dat in 2007 was opgestart, maar inmiddels failliet is.
Ook was hij directeur van verzekeraar ENNIA, tot hij in 2016 opstapte onder geruchten dat hij niet door de screening van De Nederlandsche Bank was gekomen. Martina is directeur HNO (Sint-Elisabeth Hospitaal (Willemstad)) en kwam in 2020 in opspraak omdat hij een vergoeding van 1 miljoen gulden per jaar zou ontvangen.
Martina leidde de zoektocht naar een nieuwe overnamepartner voor de Isla raffinaderij, hetgeen tot doodsbedreigingen leidde. In december 2019 leidde dit tot een deal met Klesch groep, die echter in mei 2020 nog niet was afgerond.